# Абашев, Владимир Васильевич
Влади́мир Васи́льевич Аба́шев (род. 21 апреля 1954, село Новичиха, Алтайский край) — российский литературовед, доктор филологических наук, заведующий кафедрой журналистики и массовых коммуникаций филологического факультета Пермского университета, научный руководитель лаборатории политики культурного наследия, основатель и директор Пермского общественного фонда культуры «Юрятин», автор книги «Пермь как текст».

## Биография
В 1979 году окончил филологический факультет Пермского университета.
В 1985—1986 годах обучался в аспирантуре МГУ; защитил диссертацию «Ф. И. Тютчев в художественном сознании А. А. Блока и В. Я. Брюсова».
С 1987 года работает на кафедре русской литературы, с 1992 года — доцент кафедры. С 26 июня 1991 года по 24 декабря 1996 года заведовал кафедрой. По его инициативе с начала 1990-х годов на кафедре началась разработка научной тематики, связанной с литературным краеведением и устной историей Перми.
В 1992 году по инициативе В. В. Абашева при кафедре русской литературы создана исследовательская лаборатория литературного краеведения (ныне — лаборатория «Политики культурного наследия им. П. С. Богословского»).
В 1996—1999 годах был докторантом кафедры русской литературы XX века филологического факультета Уральского государственного университета (тема диссертации: «Пермский текст в русской культуре и литературе XX в.», научный консультант В. В. Эйдинова). С 2001 года — доктор филологических наук. Монография В. В. Абашева «Пермь как текст», отразившая его докторское исследование, стала авторитетным образцом системного описания культурной истории провинциального города.
C 2002 года является заведующим кафедрой журналистики (с 2013 года — кафедра журналистики и массовых коммуникаций) филологического факультета ПГНИУ.
Супруга — литературовед М. П. Абашева (род. 1960). Старший брат Василий (1948—2017) в 1979—2013 годах работал директором типографии Пермского университета.

## Общественно-культурная деятельность
Академическая деятельность В. В. Абашева находит продолжение в общественно-культурной активности. В 1994 года совместно с коллегами он учредил Пермский общественный фонд культуры «Юрятин». За время работы фонд осуществил цикл издательских, исследовательских и общественно-культурных проектов.
В 1990-е годы фонд издал серию сборников современных уральских поэтов — В. Кальпиди, Г. Данского, В. Лаврентьева, В. Ракова, В. Котельникова и др. Впервые в России фондом были изданы книги поэтов русского зарубежья — А. Очеретянского, А. Волохонского, Е. Мнацакановой и др.
С 2006 года В. В. Абашевым было инициировано восстановление в посёлке Всеволодо-Вильва Александровского района Пермского края дома управляющего химическими заводами Саввы Морозова, где в 1916 году в течение полугода в гостях у химика Б. И. Збарского жил молодой Борис Пастернак. Восстановленный «Дом Пастернака» стал филиалом Пермского краеведческого музея. Под руководством В. В. Абашева фонд осуществляет комплексный проект социально-культурного развития посёлка Всеволодо-Вильва.

## Награды
- Лауреат премии Пермской области в сфере культуры и искусства (разработка и реализация программы развития культурной жизни Перми) (1997).
- Лауреат премии «Малый Букер» (за лучший литературно-общественный проект 1990 годов) (2000).
- Лауреат премии Пермской области в сфере культуры и искусства (монография «Пермь как текст») (2002).
- Лауреат премии Пермского края в сфере культуры и искусства (коллективная монография «Всеволодо-Вильва на перекрёстке русской культуры») (2008).

## Отзывы
Из рецензии Анатолия Королёва на монографию В. В. Абашева «Пермь как текст»:

ЭТА КНИГА — событие не только для Перми, но для всей современной русской провинциальной культуры, озабоченной поисками собственной идентичности…
Владимир Абашев блестяще показал муки рождения пермского текста из безвидной пустоты безымянности, когда богатое архаическими смыслами имя Пермь достаётся фантому. Пустоте. Заводу. Бюрократическому плацу… И вот имя начинает, как слово создателя в начале Бытия, реять над хаосом, вызывая из хаотических вод упорядоченную смысловую структуру…
Владимир Абашев счастливо объединяет в себе строгость глубокого исследователя стратегий поведения имён, пылкий азарт историка и краеведа, глубину филолога-структуралиста, чуткость поэта. Наконец, он замечательный герменевтик.

Нина Васильева о книге В. В. Абашева «Пермь как текст»:

Абашев первым в современной литературоведческой науке спроецировал опыт изучения текста на Пермь…
Автор очень интересно пишет о взаимодействии культуры и ландшафта, об обратной связи между ними, когда не только природное лепит и формирует свой образ, но и творческое воображение на новый лад создаёт и символизирует природную реальность места.
Понятый таким образом текст позволил автору рассмотреть множество «знаковых манифестаций» Перми как попытку расшифровать формулу Перми, пермскую идею, тот уникальный след, который Пермь оставила в российской культуре. И тут нет низких форм и жанров, второстепенных и неважных фигур, проходных и неинтересных явлений, ибо любая примета, анекдот, случайный топоним способны внести свой точечный штрих в пространство постоянно творящегося пермского текста — от особенностей ландшафта до бытового уклада и деталей поведения.
Полный объём пермского текста — это дело многих творцов, он находится в постоянном движении: расширяется, дополняется, уточняется, созидается.

Из рецензии Александра Касымова на книгу В. В. Абашева «Пермь как текст» («Мост через Каму, соединяющий берега Волги»):

Странно то, что я, никогда в Перми не бывавший, тоже будто бы читал о себе. Дело в том, что таково свойство этого произведения, вступающее в некоторое противоречие со стандартом научности. Книга Абашева есть проза, заставляющая даже совершенно постороннего читателя переживать и сопереживать. Владимир Абашев, реконструируя пути развития Перми-текста, создаёт сюжет, выстраиваемый при помощи фактов и документов, осмысление которых увлекает.
Анализ поэтических текстов, предлагаемый Владимиром Абашевым, совершенно замечателен. Именно тем, что Пермь и пермское предстают перед нами как сцена, на которой действуют таковые стихии и которая, может быть, является продуктом этих действий. Ибо действо есть здесь действие. Миф есть реальность или хотя бы реализованность.

Из рецензии Анатолия Королёва на книгу В. В. Абашева «Всеволодо-Вильва на перекрёстке русской культуры» («Земля Пастернака»):

Подвижничество пермского фонда «Юрятин» и труд его бессменного вдохновителя профессора Пермского университета Владимира Абашева давно взыскует к лавровому венку, и вот новый повод добавить листок славы к прежним заслугам исследователя. В Санкт-Петербурге при поддержке Международного гуманитарного общественного фонда «Знание» в издательстве «Маматов» вышла книга, вновь обращённая краеведами к пермскому отрезку литературной истории России — «Всеволодо-Вильва на перекрёстке русской культуры», где самая замечательная часть из нескольких глав посвящена уникальному эпизоду из молодости поэта.
И хотя в книге кроме Пастернака рассказано о роли Урала и в жизни князей Всеволожских, и в приезде Чехова, и в планиде Саввы Морозова, лишь роль Всеволодо-Вильвы в судьбе поэта поистине можно сравнить с крещением и становлением на царство.

Из рецензии Сергея Костырко на книгу В. В. Абашева «Всеволодо-Вильва на перекрёстке русской культуры» («Повод для самоуважения»):

В глухом урочище России: книга, изучающая историю Пермского края, предъявляет просто фантастическую реальность… эффект предложенного книгой прочтения русской истории может быть неожиданным, более того, неудобным для нынешнего «историко-патриотического дискурса».
Как минимум способным вызвать у читателя предположение, что ментальность русской истории и её энергетических потоков не обязательно персонифицировать образами Малюты Скуратова или Сталина, можно ведь посмотреть и в сторону всех этих Демидовых, Строгановых, князей Всеволожских; ну а фигура Саввы Морозова может предстать неизмеримо более значительной, нежели актуализированная сегодня фигура Гришки Распутина.
Потому как странная, почти незнакомая нам Россия предстаёт в этой книге.

Из рецензии Юрия Архипова на книгу В. В. Абашева «Всеволодо-Вильва на перекрёстке русской культуры» («Узлы и закруты культурной памяти»):

В чудесно изданной пермским фондом «Юрятин» книге под одной обложкой собраны сразу несколько приметных современников Ремизова, коих «закрутило» на заре двадцатого века на одном перекрёстке — в живописном урочище, затерянном в предгорьях Урала… В «узлах» этой книги — бездна интереснейших материалов, и многие из них публикуются впервые. Как почти всегда бывает, зафиксированные документальным пером сценки из жизни великих сами становятся перлами художественности.
Словом, книга-сюрприз. Нежданный подарок не только для литературных гурманов, но и для всех истинных патриотов отечества. Книга, заодно навевающая и мечты: так бы, с такой бережностью и с таким достоинством да отметить все «узловые» перекрёстки отечественной культуры. Какая получилась бы «Карта Родины» — не чета той двусмысленной, что вышла у Вайля!

С этими и другими рецензиями на произведения В. В. Абашева можно ознакомиться на ресурсе «Дом Пастернака».

## Основные работы
Избранные научные и научно-популярные публикации
- Абашев В. В. Путешествие в Пермь (на материале путевых заметок XIX века) // Russian Literature. 2003. T. LIII. С. 105—112.
- Абашев В. В. Урал в поисках лица (Аркаим в уральской неомифологии 1990-х гг.) // EuropaOrientalis. Studi e Ricerche sui Paesi e le Culture dell`est Europeo. 2003. XXII. S. 13—23.
- Абашев В. В. «Люверс родилась и выросла в Перми…» (место и текст в повести Бориса Пастернака) // Геопанорама русской культуры. Провинция и её локальные тексты / Сост. В. В. Абашев, А. Ф. Белоусов, Т. В. Цивьян; отв. ред. Л. О. Зайонц. — М.: Языки славянских культур, 2004. — С. 561—592.
- Абашев В. В. «Сеется в немощи, восстаёт в силе…»: О душе и теле в поэзии Владислава Ходасевича // Тело, дух и душа в русской литературе и культуре. Leib, Geist und Seele in der russischen Literatur und Kultur. WIENER SLAWISTISCHER ALMANACH. Bd. 54. Wien, 2004. S. 253—273.
- Абашев В. В. «Какая древняя земля, какая дремучая история, какая неиссякаемая сила…»: геопоэтика как основа геополитики // Михаил Осоргин: Художник и журналист. Пермь, 2006. С. 197—207.
- Abachev V. Perm et ses mythes // Les sites de la memoire russe. T. 1: Geographie de la memoire russe. Paris: Fayard, 2007. P. 98—111.
- Абашев В. В. Узник башни. О персональном символе Валерия Брюсова // Pegasus Oost-Europese Studies 11. Literature and Beyond. Volume 1. Amsterdam, 2008. P. 1—21
- Абашев В. В. Урал как предчувствие. Заметки о геопоэтике Бориса Пастернака // Вопросы литературы. — 2008. — № 4. — С. 125—144.
- Абашев В. В. Пермь как текст. Пермь в русской культуре и литературе XX века. Изд. 2-е, доп. — Пермь, 2008. — 496 с.
- Абашев В. В. Д. Н. Мамин-Сибиряк: У истоков геопоэтики Урала // Уральский исторический вестник. — 2009. — № 1(22). — С. 51—59.
- Абашев В. В. Раскованный голос (Всеволодо-Вильва в судьбе Бориса Пастернака) // Наука и жизнь. — 2009. — № 7. — С. 118—129. — (Из записной книжки литературоведа).
- Абашев В. В. Неосязаемое тело города. Опыт работы со смыслом // Антропологический форум. — 2010. — № 12. — С. 10—16.
- Абашев В. В. Пастернаковский город Юрятин: география, семиотика и прагматика романного образа // Вестник Томского государственного педагогического университета. — 2010. — Вып. 8(98). — С. 121—128.
- Абашев В. В., Абашева М. П. Поэзия пространства в прозе Алексея Иванова // Сибирский филологический журнал. — 2010. — № 2. — С. 81—90.
- Абашев В. В. План местности: литература как путеводитель // Вестник Пермского университета. Российская и зарубежная филология. — 2010. — № 4. — С. 98—104.
- Абашев В. В., Абашева М. П. А был ли мальчик из Перми? Литературное расследование // Новый мир. — 2012. — № 10. — С. 118—132.
- Абашев В. В. Русская литература Урала. Проблемы геопоэтики: Учебное пособие. — Пермь: Перм. гос. нац. иссл. университет., 2012. — 140 с.
- Абашев В. В. Девушка с коробкой в сумерках Тифлиса. О роли киноцитаты в стихотворении Б. Пастернака // Вестник Пермского университета. Российская и зарубежная филология. — 2013. — Вып. 1(21). — С. 120—130.
- Абашев В. В., Фирсова А. В. Творчество Алексея Иванова как фактор развития внутреннего туризма в Пермском крае // Вестник Пермского университета. Российская и зарубежная филология. — 2013. — Вып. 3 (23).
- Абашев В. В., Абашева М. П. Уральская словесность в культурном ландшафте: виды, перспективы, границы // Вопросы литературы. — 2014. — № 1.

Литературные путеводители
- Абашев В., Масальцева Т., Фирсова А., Шестакова А. В поисках Юрятина. Литературные прогулки по Перми. — Пермь: Фонд «Юрятин»; Лаборатория городской культуры и СМИ Пермского университета, 2005. — 256 с. ISBN 5-88187-264-9.
- Абашев В. В. Путешествие с доктором Живаго. Борис Пастернак в Пермском крае. — СПб.: Маматов, 2010. — 98 с.

Другие труды
- В. В. Каменский в культурном пространстве XX века: материалы научно-практической конференции / Ред. В. В. Абашев. — Пермь, 2006. — 212 с.
- Михаил Осоргин: художник и журналист / Пермский гос. университет, Каф. журналистики, Науч. совет РАН «История мировой культуры», Комис. по изучению культурного наследия Пермского края; ред.-сост. В. В. Абашев. — Пермь: Мобиле, 2006. — 230 с.
- Литературная жизнь России конца XIX — начала XX веков на страницах пермской периодической печати (1890—1917 гг.): аннотированный библиографический указатель: [библиографический справочник] / Сост. Абашев В. В., Кустов В. А., Масальцева Т. Н. — Пермь: Изд-во Пермского университета, 2007. — 464 с.
- Всеволодо-Вильва на перекрёстке русской культуры: князья Всеволожские, Савва Морозов, А. П. Чехов, Борис Збарский, Борис Пастернак : книга очерков / Сост. В. В. Абашев. — СПб.: Маматов, 2008. — 303 с.
- Река и Гора: локальные дискурсы: сборник материалов Международной научной конференции «Урал и Карпаты: локальный дискурс горных местностей» (Пермь, 29-30 октября 2009 г.) / Отв. ред. В. В. Абашев. — Пермь: Лаб. политики культурного наследия, 2009. — 171 с.
- Город Пермь: смысловые структуры и культурные практики / Отв. ред. В. В. Абашев. — Пермь, 2009. — 215 с.